# Heytgah-Moschee
| Uigurische Bezeichnung          | Uigurische Bezeichnung          |
| ------------------------------- | ------------------------------- |
| Arabisch-Persisch (Kona Yeziⱪ): | ﻫﯧﻴﺘﮕﺎﻫ ﻣﻪﺳﭽﯩﺘﻰ ﻫﯧﻴﺘﮕﺎﻫ ﺟﺎﻣﻪﺳﻰ  |
| Lateinisch (Yengi Yeziⱪ):       | Ⱨeytgaⱨ mǝsqiti, Ⱨeytgaⱨ jamǝsi |
| Kyrillisch (Sowjetunion):       | Һейтгаһ мәсчити, Һейтгаһ җамәси |
| andere Schreibweisen:           | Idkah-Moschee                   |
| Chinesische Bezeichnung         |                                 |
| Kurzzeichen:                    | 艾提尕尔清真寺                  |
| Umschrift in Pinyin:            | Àidīgǎ’ěr qīngzhēnsì            |

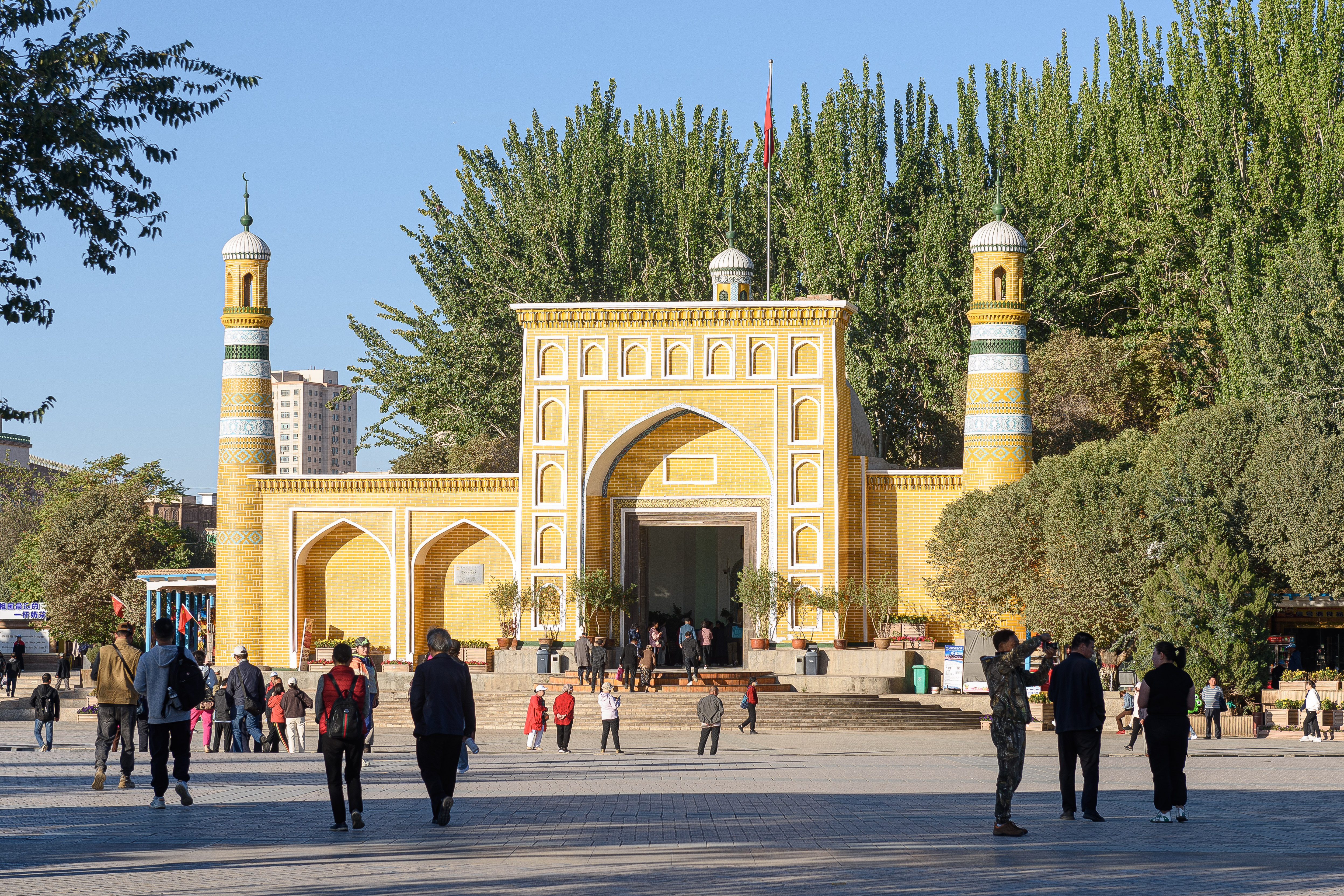
Die Heytgah-Moschee in Kaschgar im Jahr 2023.

Die Heytgah-Moschee ist eine Moschee in der Stadt Kaschgar im Uigurischen Autonomen Gebiet Xinjiang der Volksrepublik China. Es ist die größte Moschee Xinjiangs und gilt als eine der einflussreichsten Zentralasiens. Sie wurde im 15. Jahrhundert von Saqsiz Mirza erbaut.
Die Heytgah-Moschee steht seit 2001 auf der Liste der Denkmäler der Volksrepublik China (5-440).